# Trioza insula
Trioza insula är en insektsart som beskrevs av Crawford 1920. Trioza insula ingår i släktet Trioza och familjen spetsbladloppor. Inga underarter finns listade i Catalogue of Life.